# A te che conosci l'azzurro del cielo - Her Blue Sky
A te che conosci l'azzurro del cielo - Her Blue Sky (空の青さを知る人よ?, Sora no aosa o shiru hito yo) è un film d'animazione del 2019 diretto da Tatsuyuki Nagai.
Scritto da Mari Okada, lei e la regista, nei medesimi ruoli, avevano già precedentemente lavorato insieme nella serie animata Ano Hana (2011) e nel film d'animazione Kokoro ga sakebitagatterun da (2015).

## Trama
Nella cittadina di Chichibu (Prefettura di Saitama), Akane, dopo la morte dei propri genitori, inizia a prendersi cura della sorella minore Aoi, la quale da quel momento inizia a sentire un profondo debito di riconoscenza. Per poter rimanere con Aoi, Akane aveva infatti rinunciato a trasferirsi a Tokyo con il fidanzato Shinnosuke, con il quale poi non si era più tenuta in contatto. Dopo tredici anni dal loro ultimo incontro, Shinnosuke ritorna nella città delle due ragazze, in circostanze misteriose.

## Distribuzione
In Giappone, A te che conosci l'azzurro del cielo è stato distribuito dalla Toho a partire dall'11 ottobre 2019. In Italia è uscito direttamente in home video il 19 novembre 2020 edito da Koch Media.